# Japansk koglepalme
Japansk koglepalme (Cycas revoluta) er fra dinosaurernes tid, den findes stadig i det sydlige Japan og på Ryukyu-øerne.
Arten er beskyttet af Washingtonkonventionen og må ikke handles.
| Botanik | Spire Denne botanikartikel er en spire som bør udbygges. Du er velkommen til at hjælpe Wikipedia ved at udvide den. |